# 鎌倉三十三観音霊場
鎌倉三十三観音霊場（かまくらさんじゅうさんかんのんれいじょう）は、神奈川県鎌倉市にある33か所の観音霊場のことである。鎌倉三十三箇所ともいう。霊場は鎌倉市中心部（旧鎌倉町内）にある寺に限られているため、他の観音霊場に比べ比較的短期間（1～2日）で巡礼を行える事が特徴である。

## 歴史
鎌倉三十三観音霊場は大正から昭和初期にかけて設定された観音霊場で、江戸時代に成立した鎌倉郡三十三箇所をベースにされている。しかし鎌倉郡全域を対象とした「鎌倉郡三十三箇所」と異なり、旧鎌倉町内の寺に限定して霊場を選別した事や、また明治初年の廃仏毀釈により廃絶・移転してしまった寺も存在した事から、33箇所のうち23箇所の霊場が新たに加えられている。

## 鎌倉三十三観音霊場の一覧
| No. | 山号   | 寺号     | 寺号の読み             | 札所本尊         | 宗派           | 所在地       |
| --- | ------ | -------- | ---------------------- | ---------------- | -------------- | ------------ |
| 1   | 大蔵山 | 杉本寺   | すぎもとでら           | 十一面観世音菩薩 | 天台宗         | 鎌倉市二階堂 |
| 2   | 金龍山 | 宝戒寺   | ほうかいじ             | 准胝観世音菩薩   | 天台宗         | 鎌倉市小町   |
| 3   | 祇園山 | 安養院   | あんよういん           | 千手観世音菩薩   | 浄土宗         | 鎌倉市大町   |
| 4   | 海光山 | 長谷寺   | はせでら               | 十一面観世音菩薩 | 単立           | 鎌倉市長谷   |
| 5   | 満光山 | 来迎寺   | らいこうじ             | 如意輪観世音菩薩 | 時宗           | 鎌倉市西御門 |
| 6   | 錦屏山 | 瑞泉寺   | ずいせんじ             | 千手観世音菩薩   | 臨済宗円覚寺派 | 鎌倉市二階堂 |
| 7   | 岩蔵山 | 光触寺   | こうそくじ             | 聖観世音菩薩     | 時宗           | 鎌倉市十二所 |
| 8   | 飯盛山 | 明王院   | みょうおういん         | 十一面観世音菩薩 | 真言宗御室派   | 鎌倉市十二所 |
| 9   | 稲荷山 | 浄妙寺   | じょうみょうじ         | 聖観世音菩薩     | 臨済宗建長寺派 | 鎌倉市浄明寺 |
| 10  | 功臣山 | 報国寺   | ほうこくじ             | 聖観世音菩薩     | 臨済宗建長寺派 | 鎌倉市浄明寺 |
| 11  | 帰命山 | 延命寺   | えんめいじ             | 聖観世音菩薩     | 浄土宗         | 鎌倉市材木座 |
| 12  | 中座山 | 教恩寺   | きょうおんじ           | 聖観世音菩薩     | 時宗           | 鎌倉市大町   |
| 13  | 稲荷山 | 別願寺   | べつがんじ             | 魚籃観世音菩薩   | 時宗           | 鎌倉市大町   |
| 14  | 随我山 | 来迎寺   | らいこうじ             | 聖観世音菩薩     | 時宗           | 鎌倉市材木座 |
| 15  | 円龍山 | 向福寺   | こうふくじ             | 聖観世音菩薩     | 時宗           | 鎌倉市材木座 |
| 16  | 内裏山 | 九品寺   | くほんじ               | 聖観世音菩薩     | 浄土宗         | 鎌倉市材木座 |
| 17  | 南向山 | 補陀洛寺 | ふだらくじ             | 十一面観世音菩薩 | 真言宗大覚寺派 | 鎌倉市材木座 |
| 18  | 天照山 | 光明寺   | こうみょうじ           | 如意輪観世音菩薩 | 浄土宗         | 鎌倉市材木座 |
| 19  | 天照山 | 蓮乗院   | れんじょういん         | 十一面観世音菩薩 | 浄土宗         | 鎌倉市材木座 |
| 20  | 天照山 | 千手院   | せんじゅいん           | 千手観世音菩薩   | 浄土宗         | 鎌倉市材木座 |
| 21  | 普明山 | 成就院   | じょうじゅいん         | 聖観世音菩薩     | 真言宗大覚寺派 | 鎌倉市極楽寺 |
| 22  | 霊鷲山 | 極楽寺   | ごくらくじ             | 如意輪観世音菩薩 | 真言律宗       | 鎌倉市極楽寺 |
| 23  | 大異山 | 高徳院   | こうとくいん           | 聖観世音菩薩     | 浄土宗         | 鎌倉市長谷   |
| 24  | 亀谷山 | 寿福寺   | じゅふくじ             | 十一面観世音菩薩 | 臨済宗建長寺派 | 鎌倉市扇ガ谷 |
| 25  | 泉谷山 | 浄光明寺 | じょうこうみょうじ     | 千手観世音菩薩   | 真言宗泉涌寺派 | 鎌倉市扇ヶ谷 |
| 26  | 扇谷山 | 海蔵寺   | かいぞうじ             | 十一面観世音菩薩 | 臨済宗建長寺派 | 鎌倉市扇ヶ谷 |
| 27  | 若昇山 | 妙高院   | みょうこういん         | 聖観世音菩薩     | 臨済宗建長寺派 | 鎌倉市山ノ内 |
| 28  | 巨福山 | 建長寺   | けんちょうじ           | 千手観世音菩薩   | 臨済宗建長寺派 | 鎌倉市山ノ内 |
| 29  | 蓮菜山 | 龍峰院   | りゅうほういん         | 聖観世音菩薩     | 臨済宗建長寺派 | 鎌倉市山ノ内 |
| 30  | 福源山 | 明月院   | めいげついん           | 聖観世音菩薩     | 臨済宗建長寺派 | 鎌倉市山ノ内 |
| 31  | 金宝山 | 浄智寺   | じょうちじ             | 聖観世音菩薩     | 臨済宗円覚寺派 | 鎌倉市山ノ内 |
| 32  | 松岡山 | 東慶寺   | とうけいじ             | 聖観世音菩薩     | 臨済宗円覚寺派 | 鎌倉市山ノ内 |
| 33  | 円覚寺 | 仏日庵   | えんがくじぶつにちあん | 十一面観世音菩薩 | 臨済宗円覚寺派 | 鎌倉市山ノ内 |